# 차등화 서비스
차등화 서비스 또는 DiffServ란 컴퓨터 네트워킹의 한 구조로서, IP 네트워크에서 IntServ와 같이 통신 흐름 마다 QoS 보장(통신 품질 보장)하는 것이 아니라 여러 흐름을 정리해(집계하고) 몇 개 정도의 클래스를 만들고 클래스마다 정해진 QoS 보장 방법의 조합을 적용하는 QoS 보장 방법이다. IETF 의 RFC 2474 등의 표준 문서에 의해 규정되어있다. 현대 IP 네트워크의 네트워크 트래픽을 분류 및 관리하고 QoS를 제공하는, 간단하고 확장성 있는 대단위 매커니즘을 지정한다. 예를 들어, DiffServ는 웹 트래픽이나 파일 이동같은 중요도가 낮은 서비스에 단순한 최선형 서비스를 제공함으로써 음성이나 스트리밍 미디어같은 중요한 네트워크 트래픽에는 저지연을 제공할 수 있다.
DiffServ는 IP 헤더에서 패킷 분류의 목적으로 6비트의 차등화 서비스 필드 (DS 필드)를 사용한다. DS필드와 ECN필드는 기존 IPv4의 TOS필드를 대신한다.

## 배경
현대의 데이터 네트워크는 음성, 비디오, 음악 스트리밍, 웹 페이지 및 이메일 등의 매우 다양한 타입의 서비스를 가진다. 그렇기 때문에 이런 서비스들이 공존하는 대부분의 기존 QoS 매커니즘은 복잡할 뿐만아니라 공공 인터넷의 요구에 맞춰 확장되지 못했다. 1998년 12월, IETF는 IPv4, IPv6 헤더에서의 차등화 서비스(DS필드)인 RFC 2474를 공개했고, 이것은 IPv4 TOS필드를 DS필드로 대체했다.  DS필드에서, 8개 값의 범위(클래스 섹터)가 이전 TOS필드에서 IP 우선순위 분류와 함께 하위 호환성에 쓰인다. 현재는 주요 프로토콜 라우터들이 차등 등급의 서비스를 제공하기 위해 DiffServ를 쓰게 되면서, TOS와 기타 통합 서비스(IntServ)와 같은 네트워크 계층 QoS 매커니즘을 대부분 대체했다.

## 트래픽 관리 매커니즘
DiffServ는 트래픽 관리를 위한 대단위, 클래스 기반 매커니즘이다. 반면, IntServ는 세분화 된 플로우 기반 메커니즘이다.
DiffServ는 네트워크 트래픽을 개별 플로우의 요구에 따라 구분하기 보다는, 각각의 데이터 패킷이 제한된 수의 트래픽 클래스에 들어가도록 하는 트래픽 분류의 원칙에 따라 작동한다. 네트워크의 각 라우터는 해당 클래스를 기준으로 트래픽을 구분하도록 구성되어 있다. 각 트래픽 클래스는 네트워크에서 우선 순위가 높은 트래픽부터 다뤄지도록 하면서 각각 다르게 관리된다.
DiffServ가 표준화된 트래픽 클래스 세트를 권해주기는 하지만, DiffServ 구조는 어떤 트래픽 유형이 더 우선적으로 처리되어야 하는지 미리 결정하는 판단력은 포함하지 않는다. DiffServ는 단지 분류 및 차등화된 처리를 위한 프레임 워크만을 제공한다. 표준 트래픽 클래스(아래에서 설명)는 서로 다른 네트워크와 다른 공급 업체의 장비 간 상호 운용성을 단순화하는 역할을 한다.
DiffServ는 패킷들을 특정한 클래스의 소속으로 분류하고 표시하는 매커니즘을 따르고, DiffServ 인식 라우터는 트래픽 클래스와 연관된 패킷 포워딩의 속성을 정의하는 PHBs를 구현한다. 서로 다른 PHBs는 낮은 손실 또는 낮은 지연 시간 등을 제공한다고 정의될 수 있다.

## DiffServ 도메인
관리자에 의해 정의된 일반적인 DiffServ 정책을 구현하는 라우터 집단을 DiffServ 도메인이라고 한다.

## 분류 및 표시
DiffServ 도메인에 입력되는 네트워크 트래픽은 분류와 조절의 대상이 된다. 트래픽은 소스 주소 또는 목적지 주소, 트래픽 유형 등의 많은 매개 변수에 의해 분류되고 특정 트래픽 클래스에 할당된다. 트래픽 분별자는 수신한 패킷의 DiffServ 표시를 그대로 따르거나 무시, 중단하도록 선택할 수 있다. 네트워크 사업자는 볼륨 및 지정된 클래스의 트래픽 유형에 엄격한 제어를 원하기 때문에, DiffServ 도메인에 들어갈 때, 표시를 그대로 따르는 것은 매우 드문 일이다. 각 클래스의 트래픽은 속도 제한자와 트래픽 폴리서, 트래픽 셰이핑 등에 의해 추가적으로 조절될 수 있다.
PHB는 IP 헤더의 DS 필드에 의해 결정되고, DS 필드는 6비트의 차등화 서비스 코드 포인트 (DSCP) 값을 가진다. 명시적 폭주 통지(ECN)는 IPv4 서비스 타입 필드(TOS) 및 IPv6 트래픽 클래스 필드(TC)의 최하위 2비트를 차지한다.
이론적으로는, 한 네트워크가 다른 DSCP들을 이용하면서 다른 트래픽 클래스를 64 (즉, 26)개까지 가질 수 있다.DiffServ RFC는 특정 인코딩을 추천하긴 하지만, 요구하지는 않는다. 이 점은 네트워크 사업자가 트래픽 클래스를 정의하는 데 큰 유연성을 제공한다. 그러나 실제로는 대부분의 네트워크가 아래에 나열된 일반적으로 정의되는 PHB를 사용한다:
- 디폴트 PHB - 일반적으로 최선형 트래픽
- 긴급 전송 (EF) PHB - 저손실, 저지연 트래픽에 기여
- 보장 전송 (AF) PHB -  규정된 조건 하에서의 전송을 보장
- 클래스 선택자 PHB - IP 우선순위 필드와의 하위 호환성을 유지

## 같이 보기
- CoS